# Saint-Georges, Guyane thuộc Pháp
Saint-Georges, Guyane thuộc Pháp một commune của vùng hành chính hải ngoại Guyane thuộc Pháp của nước Pháp.